# Ceca (parfum)
Ceca Parfum je bila parfumska linija srbske folk-pop turbofolk pevke Svetlane Ražnatović - Cece iz leta 1998.  Dišeča linija je bila sestavljena iz parfumov dveh različnih setov oziroma embalažnih pakiranj. 
Parfumska linija ni bila ustvarjena za širše komercialne namene. Prodajala se je le v pevkinem beograjskem butiku.

## Izdelava parfumske linije
Pevka je na pripravi in izdelavi svoje prve parfumske linije skupaj s svojimi sodelavci delala nekaj mesecev. Parfumska linija je izšla v omejeni (limitirani) izdaji, pevka je parfume običajno delila svojim prijateljem in obožavalcem. Parfum je bil izdelan v Franciji. 

## Seti parfumske linije
Parfumska linija je vsebovala dva različna seta oziroma embalažna paketa. 
| Štev. | Naziv seta                                      | Vsebina |
| ----- | ----------------------------------------------- | ------- |
| 1.    | Ceca parfum (natural spray)                     | 100ml   |
| 2.    | Ceca parfum (Paris - London - New York - Tokyo) | 300ml   |

## Ostale informacije
Pevka je v medijih razkrila, da parfumska linija diši po intenzivnem pudru.